# Bresegard bei Eldena
Bresegard bei Eldena ist eine Gemeinde im Landkreis Ludwigslust-Parchim in Mecklenburg-Vorpommern (Deutschland). Sie wird vom Amt Ludwigslust-Land mit Sitz in der nicht amtsangehörigen Stadt Ludwigslust verwaltet.

## Geografie und Verkehr
Bresegard bei Eldena befindet sich in der Griesen Gegend zwischen den Städten Lübtheen, Dömitz, Grabow und Ludwigslust. Die Bundesstraße 191 liegt vier Kilometer entfernt.
Umgeben wird Bresegard bei Eldena von den Nachbargemeinden Ludwigslust im Norden, Eldena im Osten, Malk Göhren im Süden, Karenz im Südwesten sowie Grebs-Niendorf im Nordwesten.
Zur Gemeinde gehört der Ortsteil Vornhorst.

## Geschichte
Das Dorf wird im Ratzeburger Zehntregister von 1230 als Brezegore erstmals urkundlich erwähnt.
Am 1. September 1973 wurde Bresegard nach Eldena eingemeindet. Am 1. Mai 1990 wurde der Ort wieder zu einer selbstständigen Gemeinde. Der Namenszusatz „bei Eldena“ wurde am 7. Dezember 1995 amtlich. Er wurde notwendig, da im gleichen Landkreis eine weitere Gemeinde namens Bresegard existierte, die ebenfalls am 7. Dezember 1995 einen Zusatznamen erhielt („bei Picher“).
Die im Volksmund weit verbreitete Bezeichnung „Hasenköppe“ für die Bewohner des Ortes geht auf eine alte regionale Apfelsorte zurück.

## Politik

### Gemeindevertretung und Bürgermeister
Der Gemeinderat besteht (inkl. Bürgermeisterin) aus 7 Mitgliedern. 
Bürgermeister der Gemeinde ist Heiko Noak, er wurde mit 53,19 % der Stimmen gewählt.

### Dienstsiegel
Die Gemeinde verfügt über kein amtlich genehmigtes Hoheitszeichen, weder Wappen noch Flagge. Als Dienstsiegel wird das kleine Landessiegel mit dem Wappenbild des Landesteils Mecklenburg geführt. Es zeigt einen hersehenden Stierkopf mit abgerissenem Halsfell und Krone und der Umschrift „• GEMEINDE BRESEGARD BEI ELDENA • LANDKREIS LUDWIGSLUST-PARCHIM“.

## Sehenswürdigkeiten
Beim Bau einiger Häuser im Ort wurde teilweise der eisenreiche, harte und durch seine Poren gut wärmedämmende Raseneisenstein verwendet.

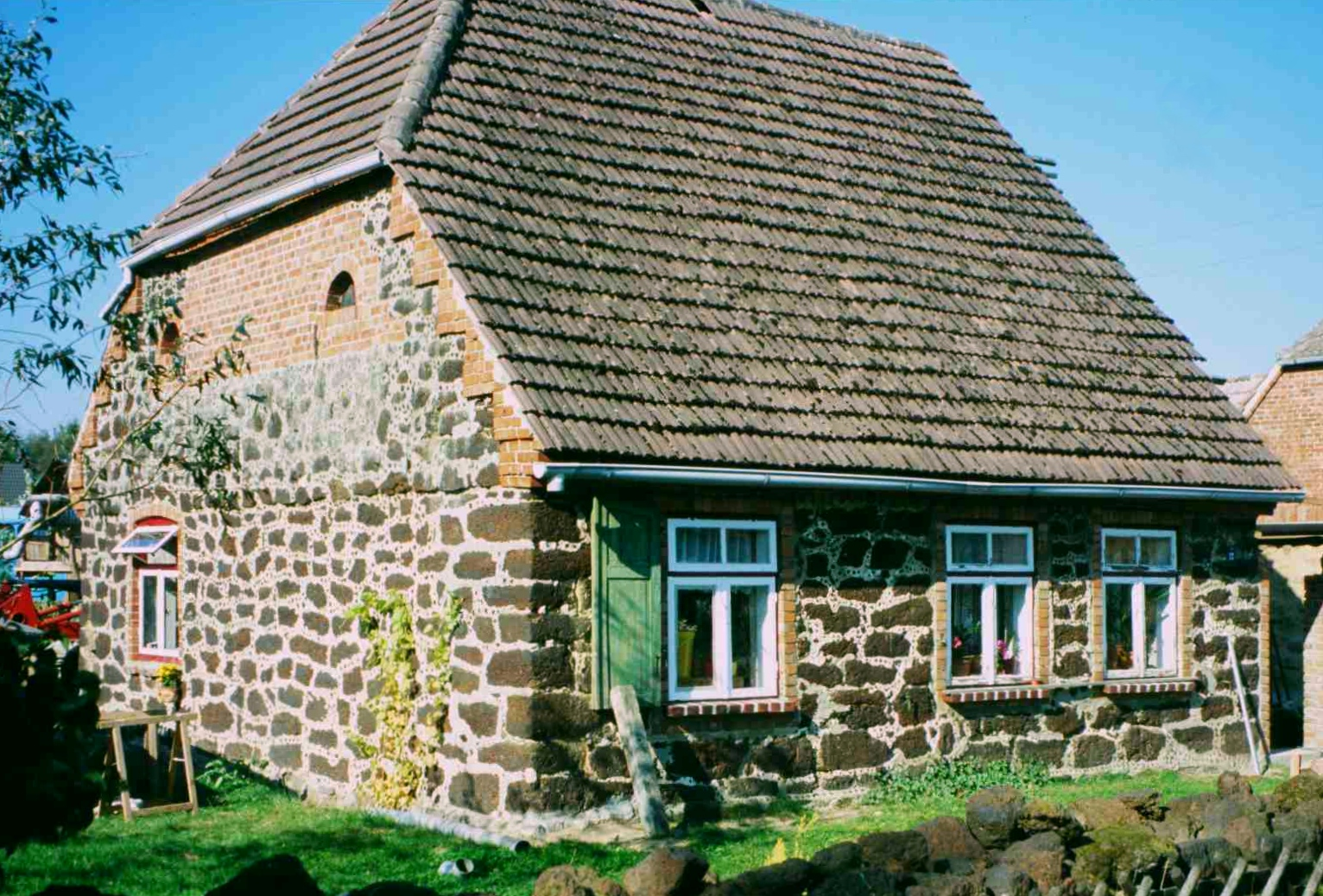
Typisches Haus aus Raseneisenstein in Bresegard